# تابران
ولایت توس در قرون پیشین به منطقه‌ای در میان دو رشته کوه بینالود در جنوب و هزار مسجد در شمال گفته می‌شد. این ولایت مشتمل بر چهار شهر تابران، رادکان، نوغان و تروغبذ بوده و تابران که اکنون به توس مشهور است در قرن ۴ هجری قمری بزرگترین شهر منطقه محسوب می‌شد.

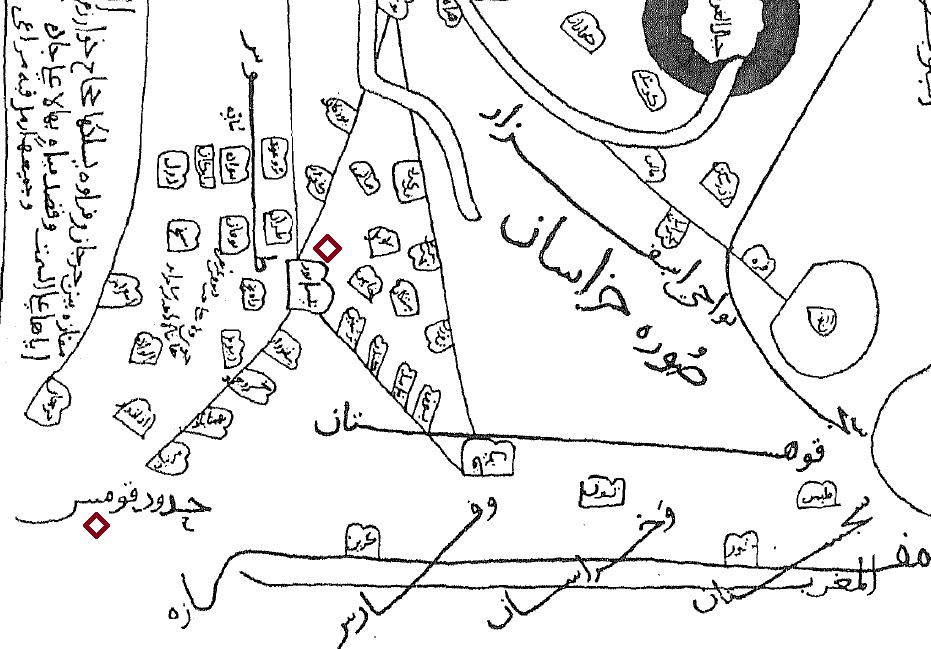
برخی شهرهای ولایت طوس به ترتیب طابران (طبران)، تروغوز، نوقان و رادکان در کتاب صورة الارض ترسیم شده توسط ابن حوقل مشخص شده‌است.

آرامگاه فردوسی شاعر نامی و آرامگاه امام غزالی در این شهر قرار دارد.

## پیشینه
طابران یکی از دو شهر مهم ولایت توس به‌شمار آمده و در کتب تاریخی از آن یاد شده‌است.
اصطخری در نیمه اول قرن چهارم می‌نویسد: 
«اگر طوس را در شمار نیشابور گیریم شهرهای طوس عبارتست از
 رادکان، طابران، بزدغور ، نوقان
ابن حوقل در نیمه دوم همین قرن می‌نویسد: 
«طوس در مجموع نیشابور باشد شهرهای آن عبارتست از رادکان، طبران، نوقان، تروغوز
صاحب حدود العالم ولایت توس را توصیف کرده و می‌نویسد:
«طوس ناحیتی است و اندر وی شهرکهاست چون طوران، نوقان، بروغون، رایکان، بنوازه و اندر میان کوه‌هاست و اندر کوه‌های وی معدن پیروزه و معدن مس و سرب و سرمه و شبه و دیگ سنگین و سنگ خان و شلواربند و جوراب خیزد».
مقدسی صاحب احسن التقاسیم در نیمه دوم قرن چهارم هجری ولایت طوس را چنین توصیف نموده‌است: 
«طوس خزانه ایرانشهر است که قصبه اش طابران، نوقان، رادکان، جنابذ، استورقان و تروغبذ است».
ابن خلکان در وفیات الأعیان می‌نویسد:
 «طوس ناحیه ای است در خراسان مشتمل بر دو شهر یکی طابران و دیگری نوقان که دارای هزار قریه بوده‌است».
یاقوت حموی در نیمه اول قرن هفتم هجری از طوس چنین یاد کرده: 
«طوس شهری است در خراسان که فاصله میان آن و نیشابور ده فرسخ می‌باشد و مشتمل است بر دو شهر (طابران و نوقان)

## آثار تاریخی
آنچه از تابران توس پیشین بر جای مانده عبارتند از: باروی شهر، ارگ توس، گنبد هارونیه و بقایای مسجد جامع تابران است.

### حصارکهن دژ تابران توس
بارو یا حصار توس دیوار عظیمی از خشت و گل است که حدود ۶ کیلومتر بر گرد شهر تابران کشیده شده و امروزه در ۲۴ کیلومتری شمال شهر مشهد واقع است. این بخش از شهر در زمان رونق خود دارای ۹ دروازه ــ که معروف ترین آن دروازه رزان ــ و ۱۰۶ برج بوده و در حال حاضر ۴ دروازه آن قابل تشخیص است. کهن دژ در گذشته شامل ابنیه حکومتی و عمارات شاهی و… بوده‌است.

### بنای هارونیه
این مکان تاریخی در حدود ۶۰۰ متری از آرامگاه حکیم ابوالقاسم فردوسی قرار گرفته و منحصراً خانقاه یا مقبره‌ای است که در سده هشتم هجری بر روی بناهای کهن شهر تابران بنیاد گردیده‌است. در کنار این بنا سنگ سیاهی به عنوان یادبود امام محمد غزالی از عرفای سده پنجم و ششم هجری دیده می‌شود.

### بقایای مسجد جامع تابران
در جریان کاوش‌های باستان‌شناسی در ۱۵۰ متری جنوب غربی هارونیه قدیمی‌ترین مسجد موجود در خراسان و یکی از منحصربه‌فردترین مساجد اولیه ایران کشف گردید. بقایای این مسجد با طول ۹۴ متر و عرض ۵۳ متر به سبک شبستانی ستوندار اولیه (خراسانی) ساخته شده و احتمالاً متعلق به اواسط سده پنجم هجری است. امروزه این مکان به صورت یک سایت باستان‌شناسی مورد بازدید گردشگران قرار می‌گیرد.